# NGC 49
NGC 49 es una galaxia lenticular localizada en la constelación de Andrómeda. La galaxia fue descubierta por el astrónomo estadounidense Lewis A. Swift el 7 de septiembre de 1885.